# اضطراب التحويل
اضطرابُ التّحويل (بالإنجليزية: Conversion disorder)‏ وتُكتبُ اختصارًا (CD). هو مرض من فئة الأمراض التّشخيصيّة، وقد تمّ إدراجُهُ تحت تنصيفاتِ الاضطراباتِ العقليّة. ويحدُثُ عادةً للمرضى الّذين يُعانونَ مِن أعراضٍ عصبيّة، من مثلِ الخَدَر، العَمى، الشّلل أو النّوبات نفسيّة المنشأ (Psychogenic non-epileptic seizures)، والتي لا ترتبطُ ارتباطًا وثيقًا بسببٍ عضويٍّ مُؤكّد، بجانبِ أنّها تُسبّب آلامًا عسيرة للشّخص. ويُعتقدُ أنّ هذه الأعراضَ تنشأُ كردِّ فعلٍ على مواقفَ عصيبة، تُؤثّر على الصّحّةِ العقليّة لدى المريض، أو نتيجة لحالة صحّيّة عقليّة يُعاني مِنها المريض فعلًا، كالاكتئاب. واحتُفِظَ باسم هذا المرض في الدليل التشخيصي والإحصائي للاضطرابات النفسية (DSM-5).
نظريّة اضطراب التّحويل قد انبثقت من مِصر القديمة، وكانت تُعرف باسم الهستيريا. وقد بَرَزَ مفهوم اضطراب التّحويل في نهاية القرن التّاسع عشر، عندما ركَّزَ عالم الأعصاب جان مارتن شاركو، وسيغموند فرويد، وعالم النّفس بيير جانيه دراساتهم حول هذا الموضوع. وقبل دراساتهم، كان يُعتقدُ أن مَن يُصاب بالهستيريا، إنّما هو يتمارضُ ويتظاهر بهذه الأعراض. وترجع أصول مصطلحِ التّحويل إلى عقيدةِ أو مذهبِ فرويد، أنّ القلق «يتحوّل» إلى أعراضٍ جسديّة. وعلى الرّغم من أنّ المنظور القديم لهذه الأعراض قد اختفى من عند الغرب في القرن العشرين، اقترحت بعضُ الأبحاث بأنّ اضطراب التّحويل هو أمر شائع مِن قبل. وتُصنّف المراجعة العاشرة للتصنيف الدولي للأمراض (ICD-10) اضطراب التّحويل كاضطرابٍ تفارقيّ، بينما الدّليل التّشخيصيّ والإحصائيّ للاضطرابات النّفسيّة، قد صنّفه على أنّه اضطرابٌ جسديّ الشّكل.

## التّعريف
يَرِدُ مصطلح اضطراب التّحويل الآن تحت مصطلح اضطراب الأعراض العصبيّة الوظيفيّة. وفي حالات اضطراب التّحويل، توجد دائِمًا ضغوطاتٌ نفسيّةٌ. والمعايير التّشخيصيّة لاضطراب الأعراض العصبيّة الوظيفيّة؛ كما نَصَّ عليه الدّليل التّشخيصيّ والإحصائيّ للاضطرابات النّفسيّـة، كما يلي:
- المريض يعاني من واحدٍ أو أكثر من أعراض تتمثّل بِتغييراتٍ حركيّة طواعيّة (دافع حركة طواعيّ)، أو بتغييرات وظيفيّة حسّيّة.
- تُظهر النّتائج السّريريّة تَعارُضًا بين الأعراض التي يُعاني منها المريض من جهة، وبين الحالات العصبيّة أو الطّبّيّة المعروفة من جهةٍ أُخرى.
- الأعراض التي يُعاني منها المريض، أو العَجْز العام، لا يُستطاع تفسيرها من خلالِ اضطراب طبّيٍّ أو عقليٍّ آخر.
- الأعراض أو العجز العامّ، يُسبّب ضِيقًا وعَجزًا، أو ضعفًا في مجالات التّواصل الاجتماعيّ، وفي المجال الوظيفيّ والمهنيّ، وغيرها من المجالات العمليّة، وكلّ هذه الأعراض، لا يُسوّغها التّقييم الطّبّيّ للمريض.

يُحدّد نوع العَرَض أو العَجْز، إذا ترافقت معهُ هذه الأمور، على النّحو التّالي:
- ضعفٌ أو شلل.
- حركات غير طبيعيّة (مِن مثلِ الرُّعاش، خلل التوتر، الرمع العضلي، اضطراب المشي).
- الالتهام.
- أعراض في التّكلّم (من مِثل بحّة الصّوت، ثِقَل اللسان).
- نوبات قلبيّة أو نوبات مرضيّة وصَرَعيّة.
- التّخدُّر أو فُقدان الذّاكرة.
- أعراض حسّيّة (بَصَريّة، أو في حاسّة الشّمّ، أو اضطراب السّمع)
- وأعراض أخرى مُختلطة.

ويتمّ تحديدها في ما إذا كانت:
- الجزء الشّديد: أعراض تدوم لمدّة تقلّ عن ستةّ أشهر.
- الجزء المُستمرّ: أعراض تدوم لمدّة ستّة أشهر فأكثر.[5]
- معَ إجهادٍ نفسيّ.
- بِلا إجهادٍ نفسيّ.

## الأعراضُ والعلامات
يبدأُ اضطرابُ التّحويل معَ بعض الضّغوطات والإجهاد، الصّدمات النّفسيّة، أو الضّيق والمُعاناةِ النّفسيّـة. وعادة ما يكون تأثير المُتلازمة بما يخصّ الأعراض الجسديّة، على حركة المريضِ وحواسِّه. أمّا الأعراض الشّائِعة، فتَشمل العَمى، شلل الحركة الجُزئِيّ أو الكُلّيّ، عدم القُدرة على الكلام، الصّمم، الخَدَر (Numbness)، صُعوبة في البَلع، سَلس البول، مَشاكلُ في التّوازن، النّوبات المَرضيّة والنّفسيّة، الرُّعاش، وصُعوبة في المشي. وتُعزى كلّ هذه الأعراض لاضطرابِ التّحويل، عِندما لا يتوفّر لدينا أيُّ تفسيرٍ طبّيّ واضح لها. وعادة، تظهر أعراض هذا الاضطراب فجأة، ويُلاحظ اضطراب التّحويل في الأفرادِ الذين تتراوحُ أعمارهم بين 10-35 سنة. ويُصيب ما بين 0.011% و0.5% من عُمومِ السّكّان.
وقد يترافق اضطراب التّحويل مع حركات لا إراديّة، أو أعراض حسّيّة، بما في ذلك أيٍّ ممّا يلي:
الأعراض الحركيّة أو العَجْز
- اضطراب اتّساق الحركات أو التّوازن.
- ضَعف عامّ، شَلل طَرفيّ أو كُلّيّ (شَلل هِستيريّ، أو اضطرابات التّحويل الحركيّة).
- ضعف أو عدم القُدرة على الكلام (شلل الصّوت الهِستيريّ).
- صُعوبة البلع (عُسر البلع)، أو الشّعور بغصّة في الحلق.
- احتباس بوليّ
- نوبات نفسيّة غير صَرَعيّة، أو تشنّجات.
- خلل التّوتّر المستمرّ.
- رُعاش، رمع عضليّ، أو اضطرابات حركيّة أخرى.
- مشاكل في المشي (اللاوُقوفيّة، واللاخَطْويّة - تعذُّر المشي والوقوف).
- فُقدان الوعي (الإغماء).

الأعراض الحسّيّة
- ضعف البصر (العَمى الهِستيريّ)، ازدواجُ الرُّؤية.
- فُقدان السّمع (الصّمم).
- فُقدان أو اضطراب اللمس، أو ألم تَحسّسي (الألم من اللمس).

ولا تتوافق أعراض اضطراب التّحويل، معَ المسارات التّشريحيّة والآليّات الفسيولوجيّة. حيث اعتُقِدَ أنَّ هذه الأعراض، تعكسُ مدى فَهم المريض لعلم التّشريح، وكلّما قلّت المعرفة الطّبّيّة لدى المريض، زادت لامعقوليّة الأعراض التي يُعاني منها. ومع ذلك، لمْ يتمّ إجراء أيّ دِراساتٍ مَنهجيّة تُثبت هذا البيان.

## التشخيص
استبعاد الأمراض العصبية
ويظهر اضطراب التحويل مع الأعراض التي تشبه عادة الاضطراب العصبي مثل السكتة الدماغية والتصلب المتعدد والصرع والشلل الدوري المصاب بهيبوكمال . يجب على طبيب الأعصاب أن يستبعد بدقة الأمراض العصبية، من خلال الفحص والتحقيقات المناسبة.ومع ذلك، ليس من غير المألوف أن يعاني مرضى الجهاز العصبي أيضًا من اضطراب التحويل.
في استبعاد الأمراض العصبية، اعتمد طبيب الأعصاب بشكل جزئي على وجود علامات إيجابية على اضطراب التحويل، أي جوانب معينة من العرض التقديمي التي يعتقد أنها نادرة في الأمراض العصبية ولكنها شائعة في التحويل. وقد تم التشكيك في صحة العديد من هذه العلامات، ومع ذلك، من خلال دراسة تبين أنها تحدث أيضا في الأمراض العصبية. أحد هذه الأعراض، على سبيل المثال، هو عدم حساسية ، كما هو موضح في الدليل التشخيصي الرابع DSM-IV بأنه «نقص نسبي للقلق حول طبيعة أو أعراض الأعراض».في دراسة لاحقة، لم يتم العثور على أي دليل على أن المرضى الذين يعانون من أعراض وظيفية من المرجح أن تظهر أكثر من المرضى الذين يعانون من مرض عضوي مؤكد. في DSM-V ، تمت إزالة la belle indifférence كمعيار تشخيصي. وهناك سمة أخرى يعتقد أنها مهمة، وهي أن الأعراض تميل إلى أن تكون أكثر حدة في الجانب غير المسيطر (المعتاد في الغالب) من الجسم. كان هناك عدد من النظريات حول هذا، مثل المشاركة النسبية لنصف الكرة المخية في المعالجة العاطفية، أو ببساطة أكثر، أنه كان «أسهل» للعيش مع عجز وظيفي على الجانب غير المسيطر. ومع ذلك، فإن مراجعة الأدبيات لـ 121 دراسة أثبتت أن هذا لم يكن صحيحًا، مع أن التحيز في النشر هو التفسير الأكثر ترجيحًا لهذه النظرة الشائعة.